# Eric Darnell
Eric Darnell (Kansas, 1960) é um diretor, roteirista, dublador, compositor e animador norte-americano. Ele é mais conhecido por ser o co-diretor de Antz com Tim Johnson, bem como co-diretor de Madagascar e Madagascar: Escape 2 Africa com Tom McGrath.

## Filmografia
- Merry Madagascar (2009)
- The Penguins of Madagascar (2009)
- Madagascar: Escape 2 Africa (2008)
- Madagascar (2005)
- Antz 2 (TBA)
- Antz (1998)